# Można
Można – utwór muzyczny z 2024 roku, wykonywany przez polskich piosenkarzy Nosowską i Błażeja Króla, pochodzący z ich wspólnego albumu studyjnego Kasia i Błażej. 3 lipca 2024 został wydany przez wydawnictwo Kayax jako pierwszy promujący go singel.

## Historia i wydanie
Latem 2023 Nosowska i Błażej Król grali podczas trasy festiwalowej Męskie Granie 2023 wspólne koncerty w ramach projektu Męskie Granie Przestawia, obejmujące utwory z ich własnych repertuarów i covery. W lutym 2024 Król zdradził w wywiadzie z radiem Chillizet, że nagrał z Nosowską już prawie cały wspólny album. Materiał wyprodukowali Paweł Krawczyk i Król. 3 lipca 2024 artyści zdradzili tytuł albumu, Kasia i Błażej, i zapowiedzieli jego premierę na wrzesień 2024.
3 lipca 2024 w dystrybucji cyfrowej odbyła się premiera pierwszego singla zwiastującego album, „Można”.

## Teledysk
3 lipca 2024, równocześnie z premierą singla, w serwisie YouTube odbyła się premiera nagranego do niego teledysku w reżyserii Jacka Kościuszko. Przedstawia on artystów przemierzających miasto, obserwujących go zza szyb autobusu. Kościuszko opisał wideoklip: „Eteryczna atmosfera i hipnotyzująca narracja teledysku przyciągają uwagę widza, tworząc niezwykłą, refleksyjną podróż”.

## Występy na żywo
20 sierpnia 2024 Nosowska i Król wykonali po raz pierwszy na żywo „Można” podczas emitowanego przez TVN Top of the Top Sopot Festivalu 2024. 4 sierpnia 2024 zaprezentowali utwór wspólnego koncertu na festiwalu Męskie Granie 2024 w Warszawie. Wykonanie znalazło się na albumie koncertowym Męskie Granie 2024 (wydanym 29 listopada 2024).

## Nagrody i nominacje
„Można” otrzymał nominację w kategorii rock do nagrody On Air Music Awards 2025.

## Pozycje na listach przebojów
| Stacja                    | Notowanie                       | Najwyższa pozycja | Źr.    |
| ------------------------- | ------------------------------- | ----------------- | ------ |
| Polskie Radio Program III | Pierwsza Trójka Lista Przebojów | 1                 | [ 10 ] |
| Polskie Radio Szczecin    | Szczecińska Lista Przebojów     | 21                | [ 11 ] |
| Radio 357                 | Lista przebojów Radia 357       | 1                 | [ 12 ] |
| Radio Nowy Świat          | Tip-top lista                   | 1                 | [ 13 ] |
| Radio Poznań              | Lista przebojów Radia Poznań    | 4                 | [ 14 ] |
| Wietrzne Radio            | Top 15                          | 3                 | [ 15 ] |